# ウガンダ
座標: 北緯1度 東経32度 / 北緯1度 東経32度

ウガンダ共和国
Republic of Uganda（英語）
Jamhuri ya Uganda（スワヒリ語）

国の標語：For God and My Country（英語）
神と我が国のために
国歌：Oh Uganda, Land of Beauty（英語）
おおウガンダ、美しき地

註1: ケニアとタンザニアから掛ける場合は、006

ウガンダ共和国（ウガンダきょうわこく、英語: Republic of Uganda、スワヒリ語: Jamhuri ya Uganda）、通称ウガンダは、東アフリカに位置する共和制国家で、イギリス連邦加盟国である。東にケニア、南にタンザニア、南西にルワンダ、西にコンゴ民主共和国、北に南スーダンとの国境に囲まれた内陸国である。首都はカンパラ。
ナイル川（白ナイル）の始まるヴィクトリア湖に接している。旧イギリス植民地。国獣はウガンダ・コーブ、国鳥はホオジロカンムリヅルであり、国旗や国章にも採用されている。コーブはウガンダの豊かな野生動物、ホオジロカンムリヅルは進歩を象徴するものとされる。

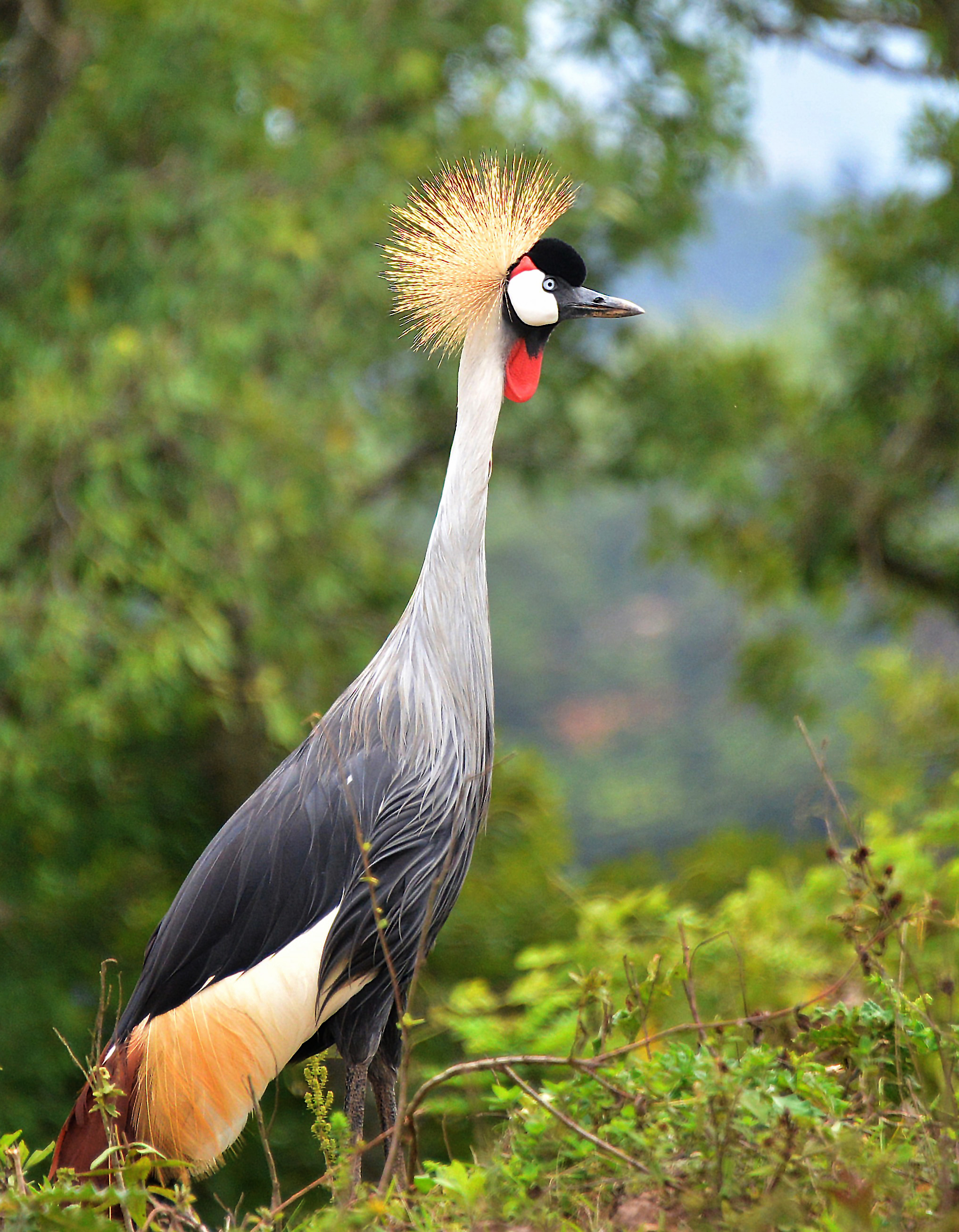
ホオジロカンムリヅル

## 国名
スワヒリ語での正式名称は、Jamhuri ya Uganda（ジャムフリ・ヤ・ウガンダ）、英語での正式名称は、Republic of Uganda（リパブリック・オヴ・ウガンダ或はユガンダ）。通称、Uganda。
日本語の表記は、ウガンダ共和国。通称、ウガンダ。
「ウガンダ」の名はブガンダ王国のスワヒリ語名称にちなむ。

## 歴史

### 植民地以前
16世紀初頭、ブニョロ、ブガンダ、アンコーレ、ルワンダ、ブルンディなどの大湖地方の諸王国が成立した。17世紀中ごろ、ウガンダ西部に位置するブニョロ王国が最盛期を迎えたが、19世紀に入るとやや勢力が衰えを見せ、1830年代には南部地方がトロ王国として独立した。19世紀になるとブガンダ王国がブニョロに代わってこの地域の覇権を握り、ブニョロと抗争を繰り返した。

### 植民地時代
19世紀末になるとヨーロッパ諸国の宣教団がこの地域に入り、盛んに布教を行う一方、ドイツとイギリスの間でこの地域の領有をめぐり競争が起こった。この競争は1890年7月1日、ヘルゴランド＝ザンジバル条約締結によってイギリスの勢力範囲となることで決着し、1894年にはウガンダ王国を保護領化することでウガンダ保護領が成立した。イギリスはさらにブニョロ、アンコーレ、トロなどの諸王国や周辺各地を保護領に統合したが、保護領の統治は間接統治を旨としたため諸王国の統治体制は維持された。なかでも保護領の中心的存在であるブガンダ王国の影響力は大きく、以後の保護領統治に大きな影響を与え続けた。1901年にはウガンダ鉄道がインド洋からヴィクトリア湖畔にあるケニアのキスムにまで到達し、湖の蒸気船との連絡で海外貿易ルートが大きく改善されたため、綿花が導入されて盛んに栽培されるようになり、1970年ごろまでウガンダの主要輸出品となった。1931年にはウガンダ鉄道の本線がキスムからカンパラまで延長されたが、敷設に英領インド人が投入されたことにより、インド系の移民がその後も増えていった。

### 独立
第二次世界大戦後、徐々にウガンダでも民族運動が盛んとなってきたものの、ウガンダ保護領内で最も有力な地域であるブガンダ王国は連邦制を強く主張した。保護領内に残存する諸王国もそれに賛同し、王国を持たない諸地域の支持する単一国家制と激しく対立し、独立への動きはやや遅れた。やがて1961年には建国されるべき新国家においてブガンダに連邦の地位を、その他諸王国に関しては半連邦の地位を認めることでこの問題はやっと終息した。独立時には北部や東部を地盤とするウガンダ人民会議、南部のカトリック教徒を中心とする民主党、そしてブガンダの保守派に強く支持される王党派のカバカ・イェッカの3大政党がしのぎを削り、結局ウガンダ人民会議とカバカ・イェッカの連立内閣が成立してウガンダ人民会議のミルトン・オボテが首相に就任し、1962年10月9日に英連邦王国の一員として独立した。
翌1963年10月8日にイギリス総督に代わってブガンダのムテサ2世が大統領に就任し共和制へ移行した。

### オボテ政権（第1次）
ウガンダは独立したものの、諸王国、とくにブガンダ王国が国内で大きな権力を持っていることで中央政府とブガンダ政府との間で不協和音が生じ始めた。1966年、首相のウガンダ人民会議のミルトン・オボテは憲法を停止して連邦制を廃止し、これに反対した大統領兼ブガンダ国王ムテサ2世を排除して一党制を敷き、社会主義路線を掲げた。

### アミン政権
1971年1月に軍司令官イディ・アミンがクーデターで政権を掌握、独裁政治を敷いた。アミンは恐怖政治を行い、経済を握っていたインド人を追放することで国家経済は破綻し、社会的にも大混乱が起きた。1978年にウガンダ軍はタンザニアに侵攻しウガンダ・タンザニア戦争が勃発したが、逆にタンザニア軍に反攻され、1979年には反体制派のウガンダ民族解放軍 (UNLA) とタンザニア軍の連合軍に首都のカンパラまで攻め込まれ、アミンは失脚してサウジアラビアに亡命した。

### オボテ政権（第2次）
アミン失脚後暫定政権のトップに立ったユスフ・ルレは間もなく失脚し、次いで大統領となったゴッドフリー・ビナイサもクーデターで失脚した。政権を握った軍はすぐに選挙を実施し、1980年には選挙で勝利したオボテが大統領に復帰した。しかしオボテ政権は安定せず、1981年にはヨウェリ・ムセベニが国民抵抗運動を率いて蜂起し、ウガンダ内戦（1981年 - 1986年）が始まった。国民抵抗運動が徐々に勢力範囲を広げていく中、1985年にはティト・オケロがクーデターを起こしてオボテを追放し政権を握ったものの、国民抵抗運動の総攻撃によって1986年にカンパラが陥落、ムセベニが大統領に就任した。

### ムセベニ政権

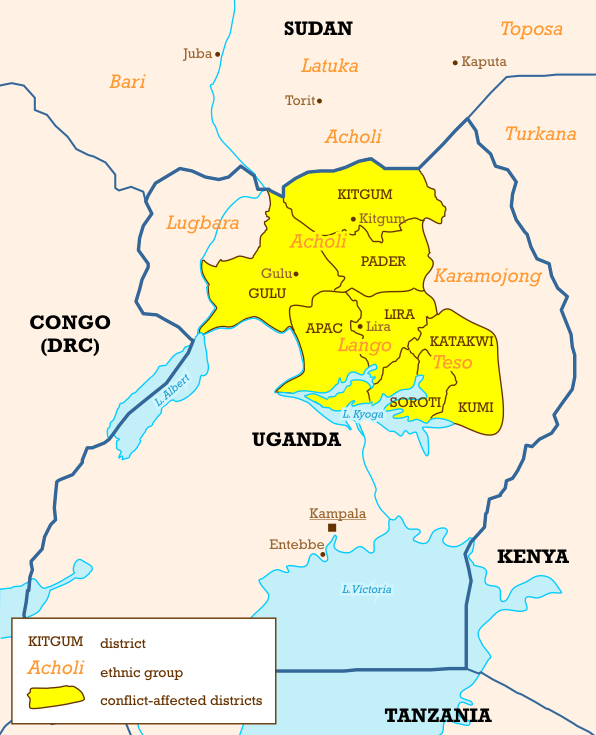
LRAによる反乱の影響を受けた地域（2002年以降）

政権を握ったムセベニは経済や社会の安定化に力を注ぎ、ウガンダは安定を取り戻した。一方で北部では、アチョリ人のアリス・アウマが聖霊運動（HSM）を率いて反乱を起こしたが、1987年にウガンダ政府軍に敗北してアウマはケニアに亡命し、ジョゼフ・コニー率いる神の抵抗軍 (LRA) に残存勢力が合流して強力な反政府勢力が登場し、21世紀にいたるまで抗争が続いている。
1996年、コンゴ東部でローラン・カビラ率いるコンゴ・ザイール解放民主勢力連合 (AFDL) が蜂起すると、ムセベニはルワンダのポール・カガメとともに反乱軍側に支援を行い、これによってAFDLはザイールの首都キンシャサを掌握、カビラは大統領に就任した。しかし権力を握ったカビラはAFDLの主力であったバニャムレンゲを遠ざけるようになり、バニャムレンゲはコンゴ民主連合を結成して今度はカビラ政権に対して1998年に反乱を起こし、第二次コンゴ戦争が勃発した。ウガンダとルワンダはコンゴ民主連合に軍事支援を行い、さらに直接コンゴ東部に出兵して一部地域を占領した。2002年にウガンダ軍はコンゴ東部から撤兵したが、この紛争はウガンダの対外関係を大きく悪化させることとなった。
2006年8月12日、ウガンダ政府と反政府武装組織「神の抵抗軍」 (LRA) との和平交渉は（en:2006–2008 Juba talks）、双方の戦闘行為停止に関する合意が出来ないまま14日まで休会されることになった。26日、3週間以内にスーダン南部に設けられる2か所のキャンプに集結し、戦闘と敵対的宣伝の停止において合意した。
2007年8月3日、アルバート湖（ホイマ県タロー石油）で石油探査中のヘリテージ・オイル社がコンゴと交戦し、両国が国境に軍隊を派遣。ヘリテージ・オイルは民間軍事会社のエグゼクティブ・アウトカムズで共同経営者だったトニー・バッキンガムの設立した紛争地帯専門の石油会社である。2007年11月29日、ウガンダでエボラ出血熱が発生し、51人が感染し、16人が死亡した。新種のエボラウイルスである。
2008年12月14日から2009年3月15日まで、ウガンダと南スーダン自治政府、コンゴ民主共和国軍による神の抵抗軍に対するガランバ攻勢が行われた。
2010年7月11日、ウガンダの首都カンパラでソマリアの反政府軍勢力アル・シャバブ（犯行声明を出した）による同時自爆テロが起き、W杯観戦中の73人が死亡した。政府は16日、現在ソマリアにアフリカ連合 (AU) ソマリア派遣団 (AMISOM) ウガンダ部隊2500人に2000人増派する方針を明らかにした。これに対し従来から派兵を批判してきた野党は、「軍事冒険主義が恐ろしい結末を招いた」と批判を強めている。

## 政治

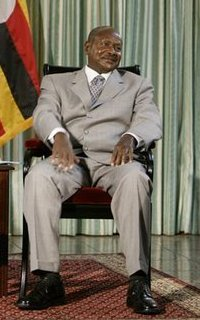
第7代大統領ヨウェリ・ムセベニ

ウガンダは1995年10月に発効した憲法に基づき統治されている。国家元首は大統領で、国民の直接選挙で選出され任期は5年。大統領は首相・閣僚任免権など強大な権力が保障されている。
かつては国民抵抗運動 (National Resistance Movement)  (NRM) が1986年以降無党制を導入していたため、他にウガンダ人民会議、ウガンダ愛国運動 (Uganda Patriotic Movement) （解散）、保守党などの政党が存在するものの、NRM以外の政治活動は禁止されていた。ウガンダ議会選挙への立候補も特定の党員資格を持つ者は許されず、個人資格のみ許可されていたが、しかし個人資格といってもNRMの選挙機関「ムーブメント」の組織的支援を受けた者しか、事実上当選しない仕組みとなっていた。しかしこの体制には不満も多く、これを受けて複数政党制の導入をめぐる国民投票が2000年6月に実施されたが、野党のボイコットにより一党制が「圧倒的支持」を受けた。しかしその後も不満が多いことを見て取った国民抵抗運動は2005年7月に再度国民投票を行い、複数政党制が支持されたため、2006年の選挙以降は登録された政党が公的に活動し、選挙に候補者を送ることができるようになった。
また、ウガンダ自体は共和制であるが、ウガンダ国内にトロ、ブニョロ、ブガンダ、ブソガ、アンコーレの伝統的な地方王国が存在している。これらは1967年に一度廃止されたものが1990年代に復活したものであり、各王国の国王は「文化的指導者」と位置づけられ、政治的な力を持たない儀礼的な存在である。しかしながら、廃止以前に最も有力だったブガンダ王国ではいまだに自治や連邦制の復活要求が絶えず、南西部のアンコーレ王国は階級対立によって王国自体の復活ができず、ブソガ王国では王の選出方法で対立が生じるなど、様々な問題も起きている。
地方行政は、地方評議会 (LC) 制度によって行われている。地方自治体への予算配分は、2005年度には政府予算総額の32%が充てられた。2000年代末ごろから条件付き交付金、無条件交付金平等化交付金の3種類の割合が大きく増加した。しかし、地方自治体の自主財源で賄われる割合が低下し、中央政府の交付金に頼らざるを得なくなってきている。

## 国際関係

### 周辺国との関係
ウガンダの周辺国は、政情が不安定であることが多く、難民が国境を超えてウガンダに流入する。国際連合難民高等弁務官事務所によれば、難民の数は2024年10月末時点で172万人とアフリカでは最多となっている。難民の出身国別では南スーダンの96万人。次いでコンゴ民主共和国55万人。

### 日本との関係
- 在留日本人数 - 235名（2020年10月現在，外務省在留邦人数調査統計）[13]
- 在日ウガンダ人数 - 794名（2020年6月現在，外務省在留外国人統計）

### 駐日ウガンダ大使館
- 住所：東京都渋谷区鉢山町9-23
- アクセス：東急東横線代官山駅西口

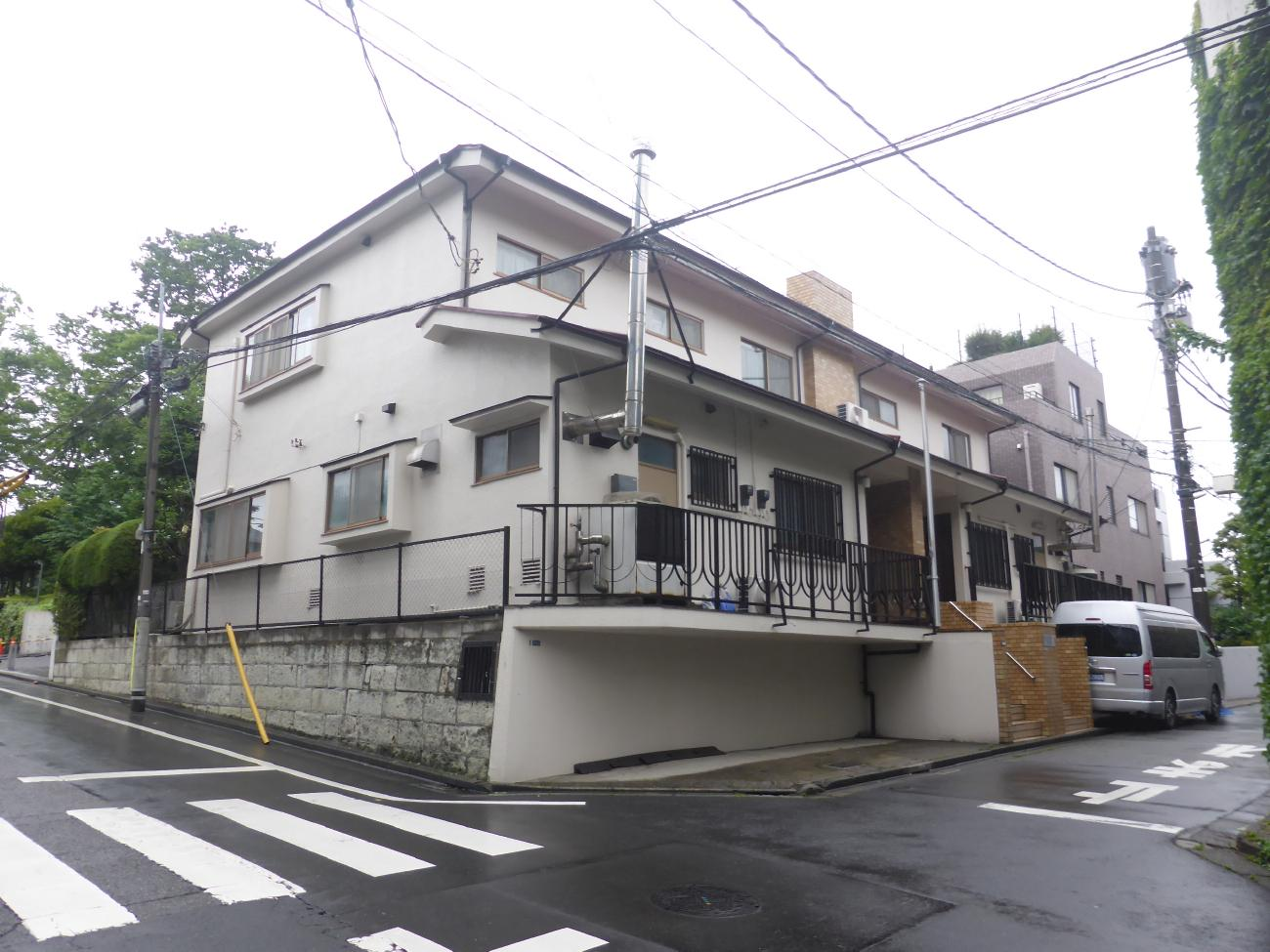
ウガンダ大使館全景
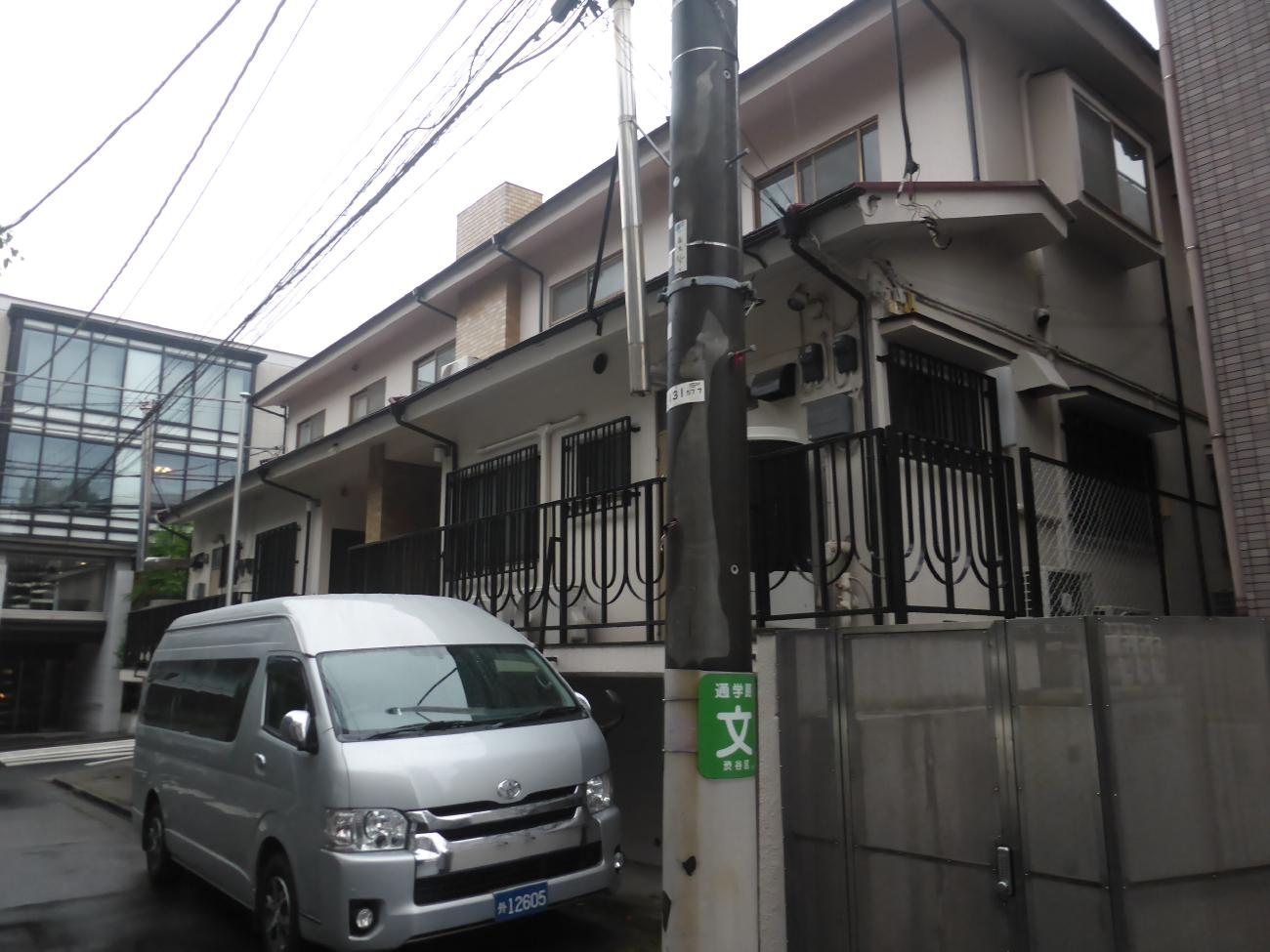
ウガンダ大使館側面
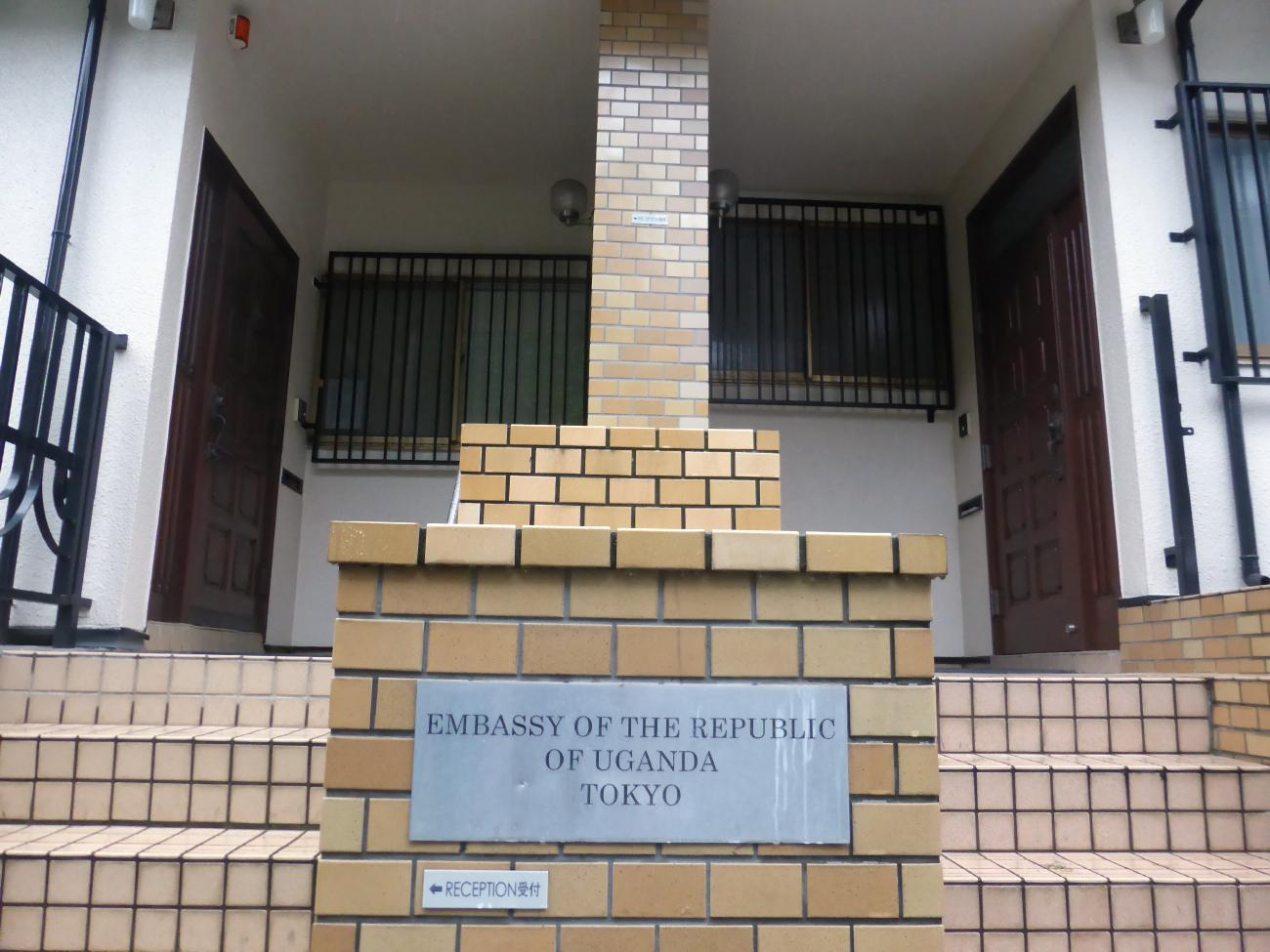
ウガンダ大使館正面玄関

### 駐日ウガンダ大使公邸
- 住所：東京都品川区東五反田五丁目16-18
- アクセス：JR山手線五反田駅東口、もしくは都営浅草線A4

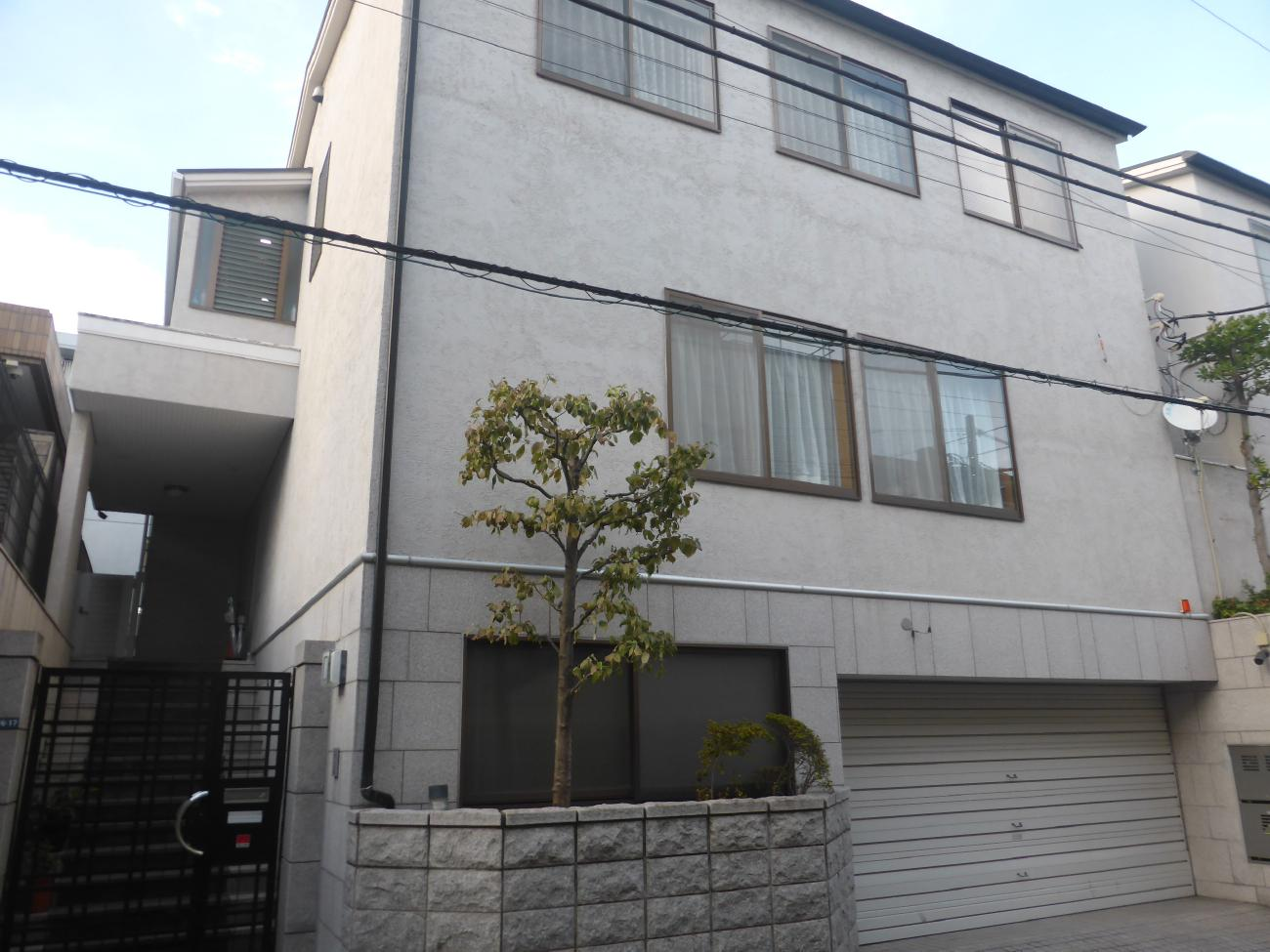
ウガンダ大使公邸
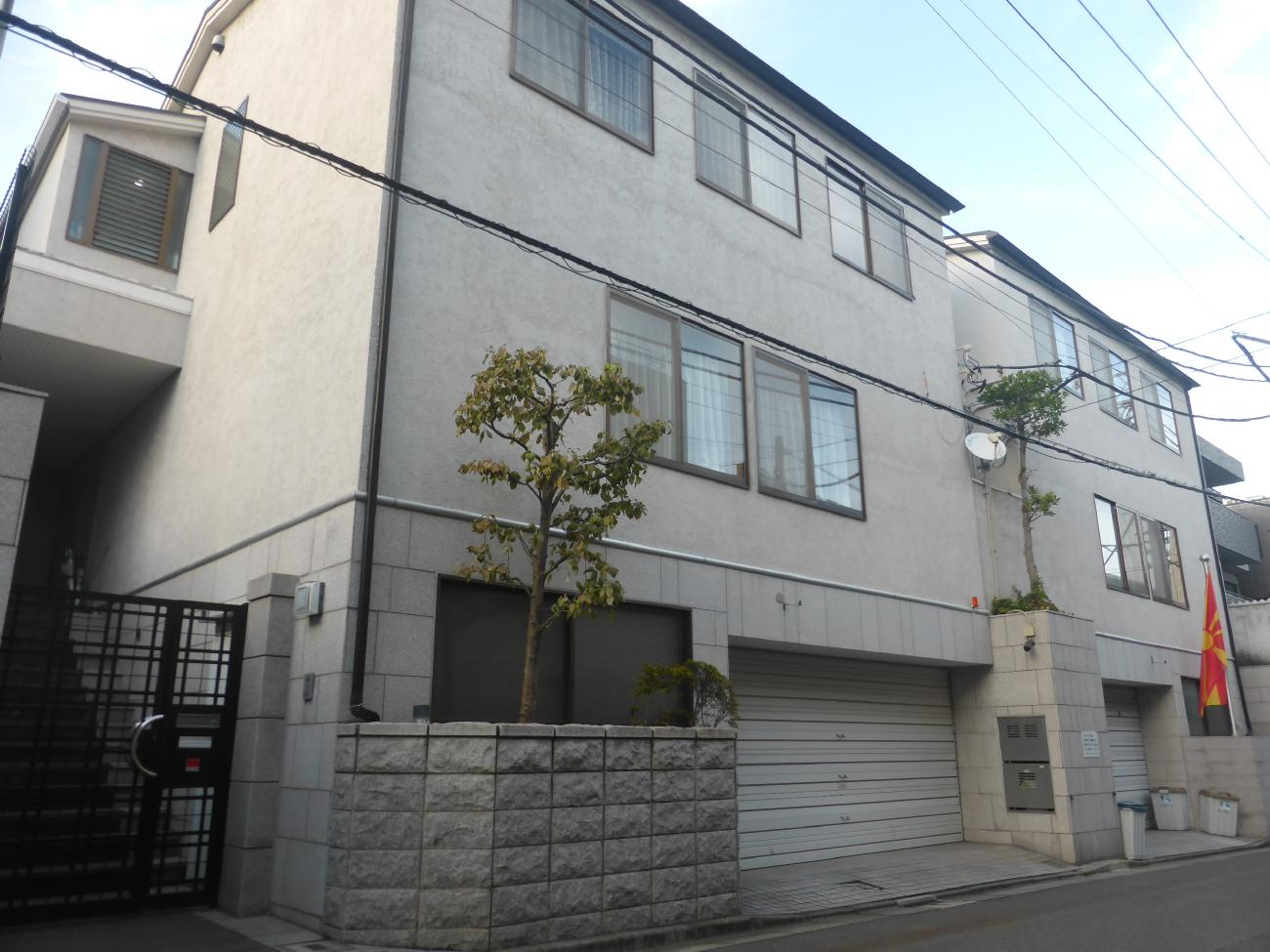
大使公邸は北マケドニア大使館の隣
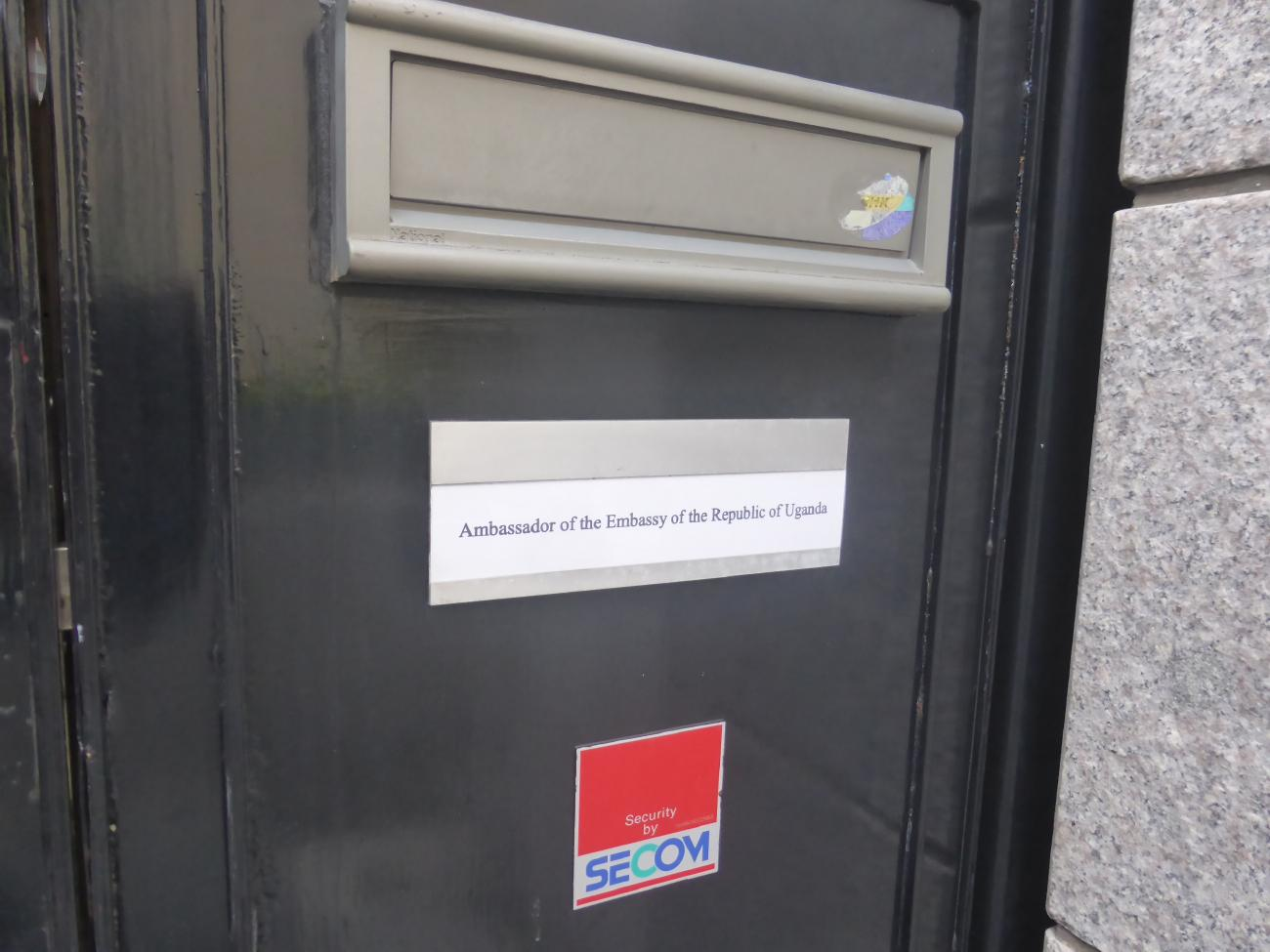
ウガンダ大使公邸表札

## 地理・気候

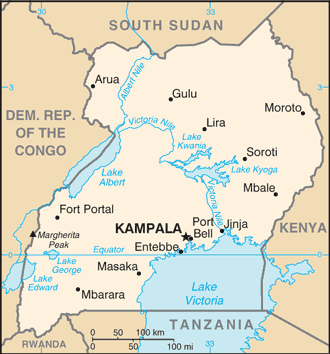
ウガンダの地図

ウガンダは「東アフリカ高原」（英語: East African plateau）に位置し、国平均の面積は241,039平方キロメートルであるが、ヴィクトリア湖などの領域内水面積約43,900平方キロメートル（全体の18%）を除くと陸地面積は約197,000平方キロメートルで、平均標高1,100mで北のスーダン平原になだらかに下る。中部にキョガ湖（英語: Lake Kyoga）があり、南部と共に湿地帯である。全体がナイル盆地（英語: Nile basin）の中にあり、ナイル川の水はキョガ湖に続き、コンゴ民主共和国との国境のアルバート湖に注ぎ、そこから北の南スーダンに流れる。西部国境のアルバート湖からエドワード湖にかけては大地溝帯の西リフトに位置する。ウガンダの国立公園は10ヶ所存在しており、他には野生生物保護区が13ヶ所、中央森林保護区が506ヶ所指定されている。
赤道直下であるが、気候は場所により少し異なる。南部は通年で雨が多い。ヴィクトリア湖北岸のエンテベの雨季は3月から6月と11月から12月である。北部では乾季が多く、南スーダン国境から120kmのグルでは11月から2月が非常に乾燥している。コンゴ民主共和国に近い南西部のルウェンゾリは一年を通して雨が多い。ビクトリア湖が気候に大きく影響し、気温の変化を妨げ、雲と雨を発生させている。首都カンパラはエンテベに近い北岸に位置する。

### 生態系
約345種の哺乳類と1020種の鳥類の生息が確認されている。

## 地方行政区分

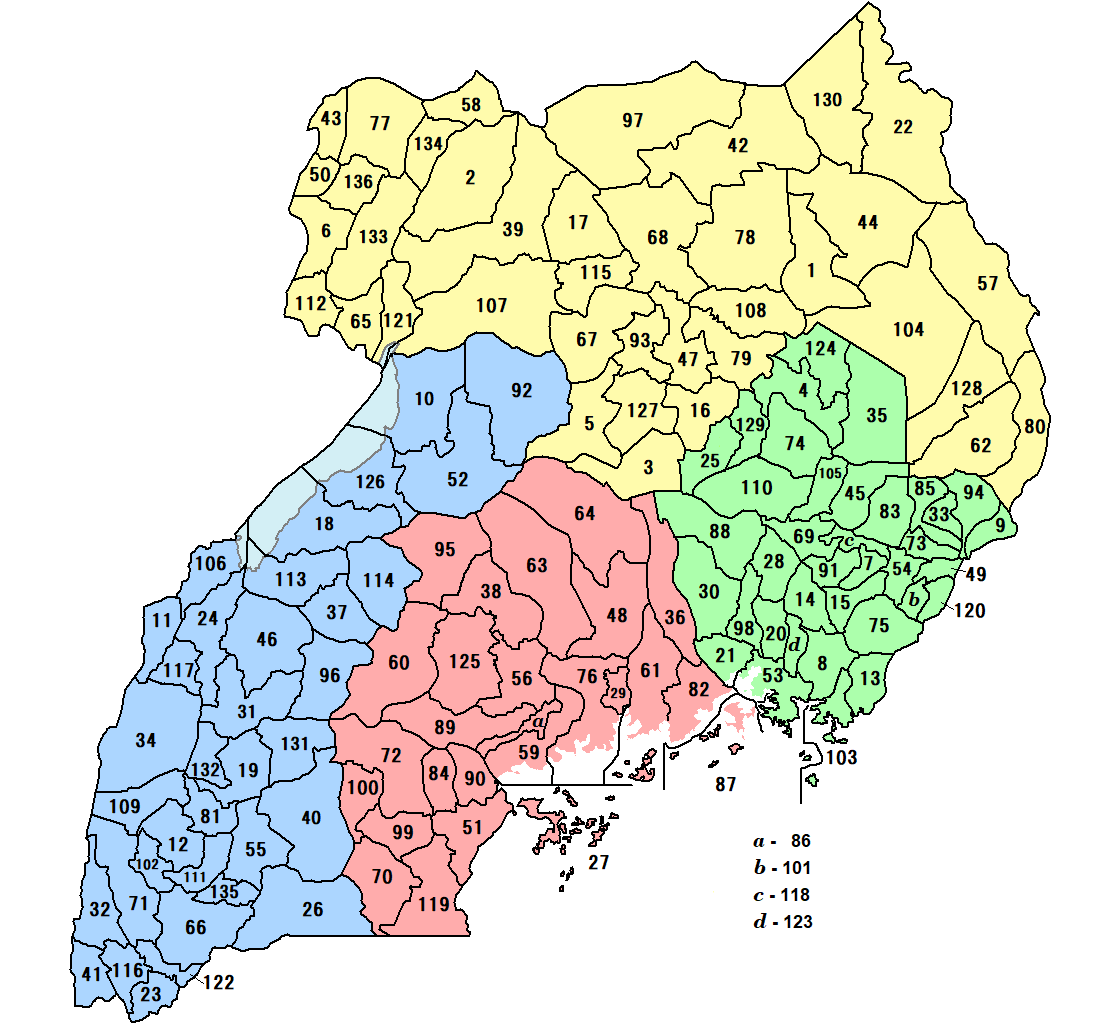
ウガンダの県。黄色が北部地域、青色が西部地域、赤色が中央地域、緑色が東部地域である

### 県
ウガンダではムセベニ政権の成立以後、県の増設が盛んに行われてきた。1990年代初頭には33の県があったものが、2006年には80県、2010年には112県と年々増加している。2020年7月時点で、135の県と県と同格のカンパラ市（カンパラを県に含めた場合は136県）から成り立つ。
これらの県は、中央地域、東部地域、北部地域、西部地域の4つの地域に大きく分けられている。ただし地域に行政機構は設置されていないため、地理的概念としてのみ地域は存在している。

### 主要都市
ウガンダで最も大きな都市は首都のカンパラであり、2011年の人口は165万人に上る。さらにカンパラ近郊にはナンサナ、キラ、マキンダイなどの衛星都市が連なり、大都市圏を形成している。またカンパラ南郊のエンテベにはウガンダ唯一の国際空港であるエンテベ国際空港が存在する。
カンパラ都市圏以外では、西部ではムバララやカセセ、北部の中心都市であるグル、中央地域南部のマサカなどが10万人を超える都市である。

## 経済

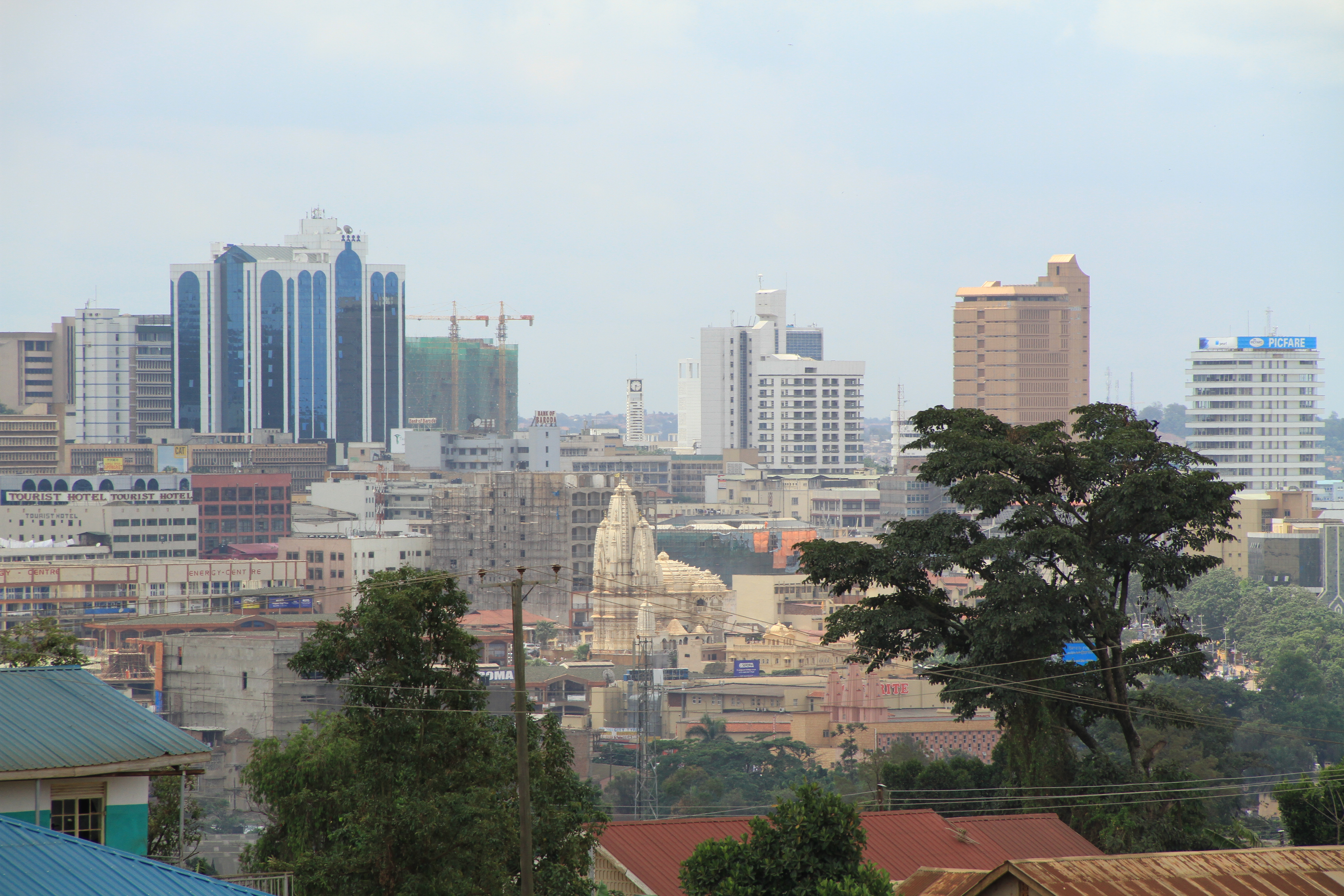
首都カンパラの高層ビル

広大で肥沃な土地、豊富な降雨、鉱物資源に恵まれ、大きな開発ポテンシャルを持つが、これまでの政治的不安定と誤った経済運営で、ウガンダは世界最貧国として開発から取り残された。アミン統治の混乱後、1981年に経済回復計画で外国支援を受け始めたが、1984年以降の金融拡大政策と市民闘争の勃発が回復を遅らせた。1986年に経済再生を掲げた政府は交通と通信の再構築を始めた。1987年に外部支援の必要性からIMFと世界銀行に対し政策を明言した。この政策は実行され、インフレは2003年の7.3%まで着実に減少した。
農業ではアフリカでも有数のコーヒー生産国で、2002年の輸出額の27%を占める。ウガンダのコーヒーはプランテーション方式で生産されるのではなく、土着の小農民が生産し、その生産物を買い付け業者が買い、輸出するという方式である。かつては綿花が最も有力な産品であり、第二次世界大戦前は日本の商社も多く買い付けに訪れたほどであったが、1970年ごろを境として衰退し、輸出品としてほとんど重要性を持たなくなった。ほかに輸出品として衣料、動物の皮、バニラ、野菜、果物、切花、魚が成長しており、茶、タバコも依然重要な産品である。
農業生産としてはバナナの生産量が非常に多く、なかでも料理用バナナは世界でも突出した最大の生産国である。料理用バナナの生産量は2009年には951万トンを記録したが、これは世界の料理用バナナ生産量の4分の1を占める。さらに果物バナナも含めた総生産量は2008年に約1000万トンとなり、インドに次ぐ世界2位の生産量となっている。ただしこのほとんどは国内で消費され、輸出はほとんど行われない。ウガンダのバナナは、主食用のハイランド・バナナ、軽食用のプランテン・バナナ、果物バナナの3種類に大別され、ハイランド・バナナの生産量が最も大きく文化的にも重要である。
工業はセメントなど再生中である。プラスチック、石けん、ビールなど飲料は国内生産されている。Tororoセメント社などは東アフリカ諸国の需要に応えている。
ウガンダの交通は、主としてカンパラから伸びる道路網が約3万km、うち舗装が2800km。鉄道は1350kmで、インド洋に面したケニアのモンバサからトロロまで、さらにカンパラ、ムバレなどへの支線がある。国際空港はビクトリア湖に面したエンテベ空港で、カンパラから32kmである。
通信はウガンダ通信委員会（UCC）が管理する。

### エネルギー

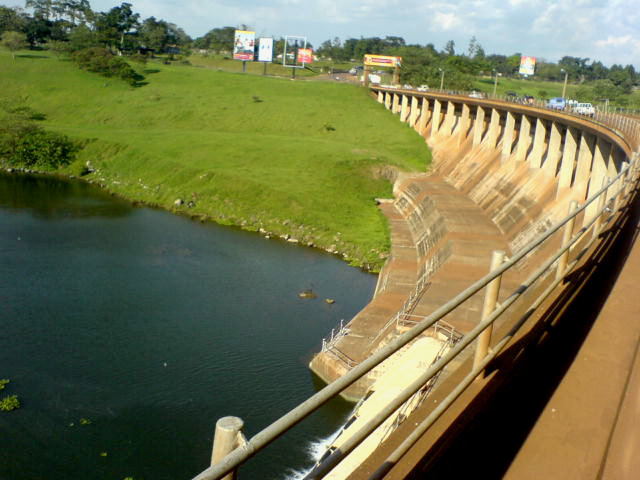
ナルバーレ水力発電所

1980年代までは国内エネルギー需要の95%は木炭と木材で賄われていた。商業需要の23%が石油製品により、わずか3%が電力に頼っていた。政府は薪ストーブ使用を奨励したが普及に至らなかった。現在改善されたとは言え、数時間に及ぶ停電が、とくに農村部で頻発する。
白ナイル川を利用した電力開発は遅れていたが、2000年のナルバーレ発電所による380メガワット供給開始で、東アフリカでも主要発電国となった。ブジャガリ滝での発電計画は環境破壊が指摘され、世界銀行も2002年に支援中止した。下流のカルマ滝発電所も、この影響で建設開始が遅れている。
ウガンダは国内石油需要日量27千バレル（2015年）の全量をケニアのモンバサ港を介して運ばれる輸入品に頼っている。石油製品パイプラインはケニアのエルドレットまで延びており、その先はトラック輸送である。カンパラまで320kmのパイプライン延伸を調査することで両国が1995年に合意した。しかし、2006年イギリスの石油会社（ヘリテージ・オイル社）によりアルバート湖付近で油田が発見されたことにより、ウガンダからインド洋への原油パイプライン建設計画が石油会社から出された。大統領は原油輸出に反対で、カンパラに製油所を建設し、近隣諸国への石油製品輸出を見込んでいる。一方、2007年8月アルバート湖での石油探査作業中に、コンゴ民主共和国軍からヘリテージ・オイル社が攻撃を受け交戦状態になり、死者が出ると共にウガンダ兵が拘束されるという事件が発生した。両国はアルバート湖の国境、とくにルクワンジ島の領有を巡って協議している。

## 国民

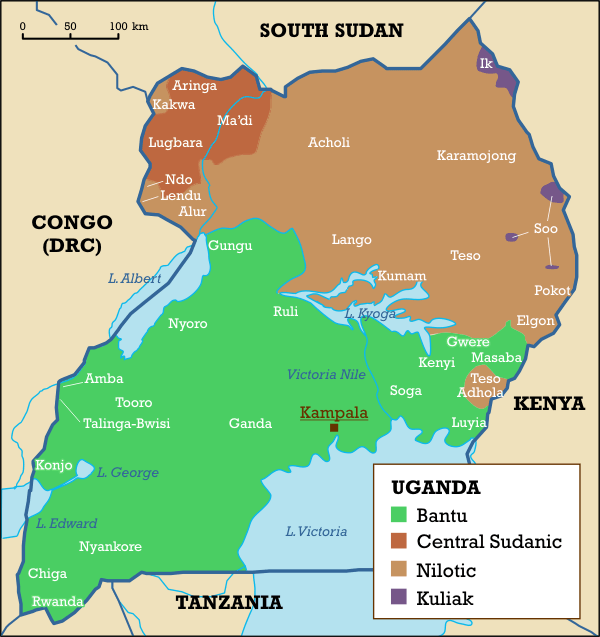
ウガンダの言語分布図。色は語群を示す。例えば、ガンダ語、ニャンコレ語は緑色のバントゥー語群に入る。

### 民族
もっとも人口が多い民族は首都カンパラを中心とした中央地域に主に居住するバンツー系のガンダ族であり、2002年には人口の約17%を占めている。国土の南部はバンツー系民族が多数を占める地域であり、マサバ族、ソガ族、ニャンコレ族（Nkole、Nyankore）、ニョロ族、キガ族などのバンツー系諸民族が暮らしている。これに対し北部はナイル系諸民族が多数を占め、ランゴ族、アチョリ族、カラモジョン族、テソ族などのナイル系諸民族が存在する。北西部にはルグバラ人などの中央スーダン系諸民族が生活する。インド系は主に都市部に居住し、ウガンダ経済の大きな部分を担っている。1970年代にイディ・アミン政権がインド人追放を行った時に大半は出国したが、アミン政権が倒れるとかなりの数のインド系住民が再びウガンダに戻った。

### 言語
公用語は英語であるが、2005年にスワヒリ語が公用語に追加された。しかしスワヒリ語は話者が少なく、北部を除いて共通語としても普及していないため、ウガンダ国内における重要性はそれほど高くない。スワヒリ語よりも使用頻度が高いのは首都カンパラを中心に話されるガンダ語であり、旧ブガンダ地域を中心に国内の多くの地域において共通語として通用する。このほか、ソガ語、マサバ語、ニャンコレ語、ニョロ語、キガ語、テソ語、ルオ語、ランゴ語、トロ語などの各民族語が使用されている。

### 婚姻
結婚時に改姓すること（夫婦同姓）をしないこと（夫婦別姓）も可能。

### 宗教
2002年の統計では、ウガンダで最も多数派の宗教はローマ・カトリックであり、全人口の42%を占める。次いでプロテスタントが36%を占め、他宗派も含めたキリスト教の信者は全人口の85%にのぼる。イスラム教徒は12%を占め、のこり3%が伝統宗教や諸宗教を信仰する。
1991年にアレクサンドリア総主教座を離れ、その後、いくつかの古暦派の管轄を移っていた信者グループの代表であるヨアキム・チインバは、2012年にロシア正教古儀式派教会の指導者であるコルニーリイ府主教に手紙を書いた。この手紙の中で、チインバはロシア正教古儀式派教会に参加したいという気持ちを表明した。2013年には、ロシア正教古儀式派教会の府主教評議会は、ロシア正教古儀式派教会のもとで、チインバを司祭として按手し、彼によって導かれている信者を受け入れることを決定した。2017年現在、ウガンダには約150人の正教古儀式派信徒が住んでおり、ほぼ同人数の3つの会衆に分かれている。ウガンダにある唯一の古儀式派教会はカンパラ郊外のムペルバにある。ガンダ語が祈祷の言語として使用されている。この会衆は、2015年のヨアキム・チインバ神父の死後、ロシア正教会首都圏教会評議会で選出されたヨアヒム・バルシンビ神父によって司牧されている。
土着の呪術への信仰が根強く、その呪術の犠牲として子供やアルビノの人の人体や臓器が使われるため、そのための殺人が社会問題となっている。特に選挙が行われる直前にはその被害者の数が増えると言う。

### 教育
識字率は男性84.0%、女性74.3%（2021年推定）である。1997年に初等教育が無償になって以降、就学率は大きく向上したが、児童数の急増に施設や教育の質が追い付かず、様々な問題も起きている。高等教育においては、1922年に設立されたマケレレ大学が名門校として知られる。

### 保健
慢性的なビタミンA欠乏症に悩まされる住民が多い。2010年代においても、ウガンダの5歳未満の子どもの52%がビタミン欠乏症からなる発育不良や失明の危険にさらされている。このため、政府や国際的な研究機関の協力により遺伝子組み換え作物の導入といった対策も講じられている。

#### 医療

##### HIV/AIDS
ウガンダはアフリカ大陸の国のうちで、HIV/AIDSの流行に対する国家的な対策が、効果的であった国のひとつである。1986年の内戦の後のムセベニ政権がエイズ対策を掲げ世界のエイズ研究者が集まり、新しくHIVに感染する割合が劇的に低下した。
1990年代初期のHIV感染率は18.5%と推測されたが、婚姻外の禁欲や夫婦間の貞潔などの純潔教育を推進した甲斐あって、2002年には5%にまで減少した。しかし最新の統計では約7%に増加している。2013年12月には性的興奮を促す商品や行動などを違法とする「反ポルノ法案」が国会で可決された。

## 治安

### 首都カンパラ
首都カンパラでは犯罪発生率が高いだけでなく、テロの危険が否めない様子である。カンパラでは、2021年にテロが発生した後、小康状態にあったが、2023年にテロ未遂が連続で発生するなど、治安は悪化している。

### 南西部のコンゴ民主共和国との国境付近の県
南西部のコンゴ民主共和国との国境付近の県では、 国境のコンゴ民主共和国側がADFの潜伏地域となっているため、ADFによる越境テロが多発している。 特にカセセ県では2023年6月、現地中学校等への襲撃で学生42人が殺害されたほか、同年10月にはクイーン・エリザベス国立公園内にて外国人観光客を含む3名が殺害されている。

### その他の地域
その他の地域では治安が比較的安定しているが、貧困による犯罪やテロに注意が必要である。

### 警察
ウガンダの警察は、1906年に英国政府によって「保護領警察」という立ち位置で設立された。
設立当初は現地民の暴動などを鎮圧することを主な責務としていた為に軍警察の色合いを見せていたが、ウガンダ独立後は国家警察としての体を成して行った。

## 文化

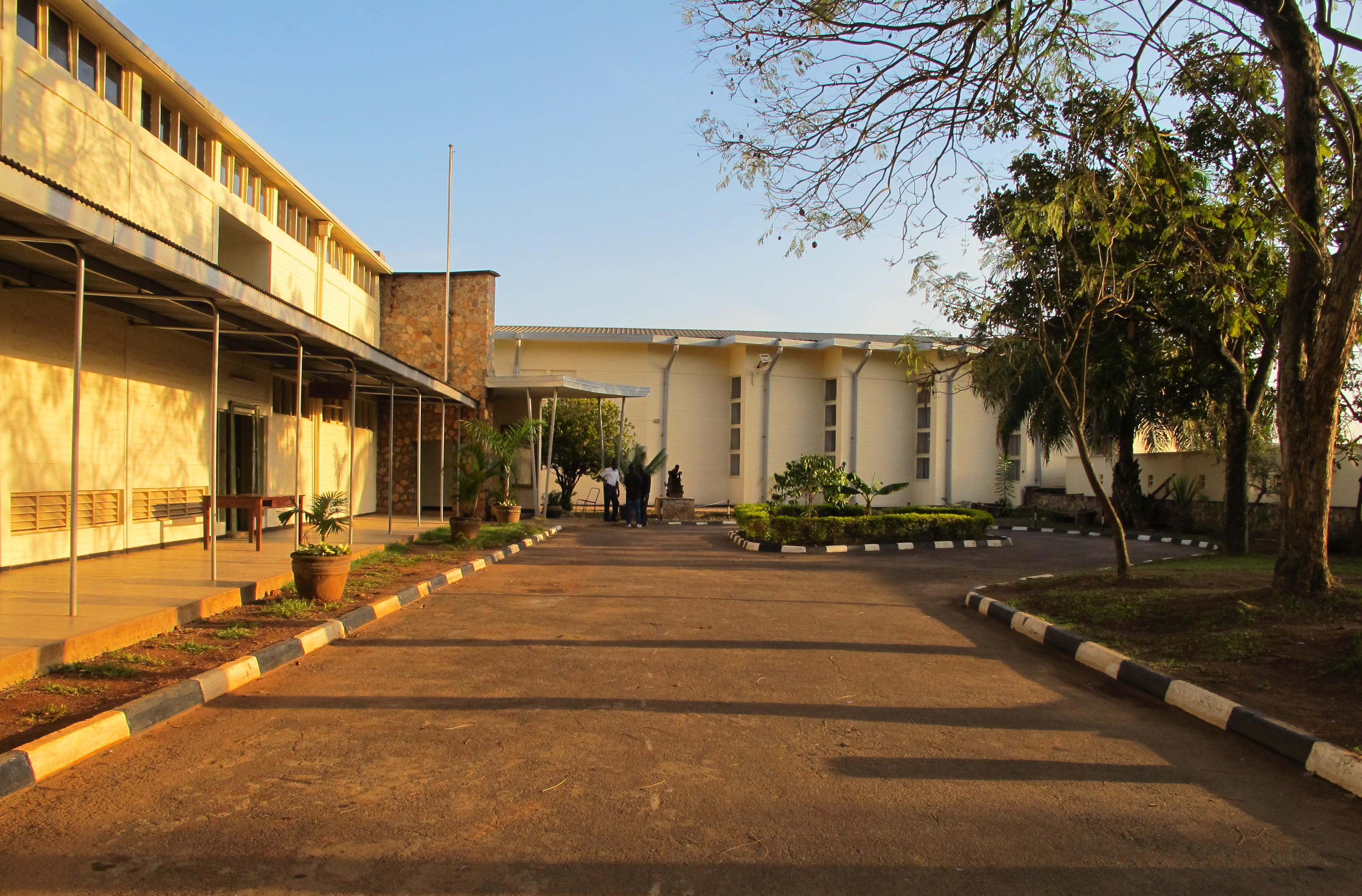
ウガンダ国立博物館

### 食文化
ウガンダ料理は、イギリス料理やアラブ料理、アジア料理の影響を各所で受けている面を持つ。
多くの料理には、ジャガイモやヤムをはじめとする様々な野菜類、プランテンなどのバナナ類、その他にトロピカルフルーツが用いられている。

### 文学
ウガンダを代表する詩人にはムコタニ・ルギエンドが挙げられる。彼は作家としても活動しており、ジャーナリストの一面も持ち合わせている。

### 音楽
ウガンダは現在、アフリカ大陸における音楽とエンターテインメントの部門で3位にランクされている。

### 世界遺産

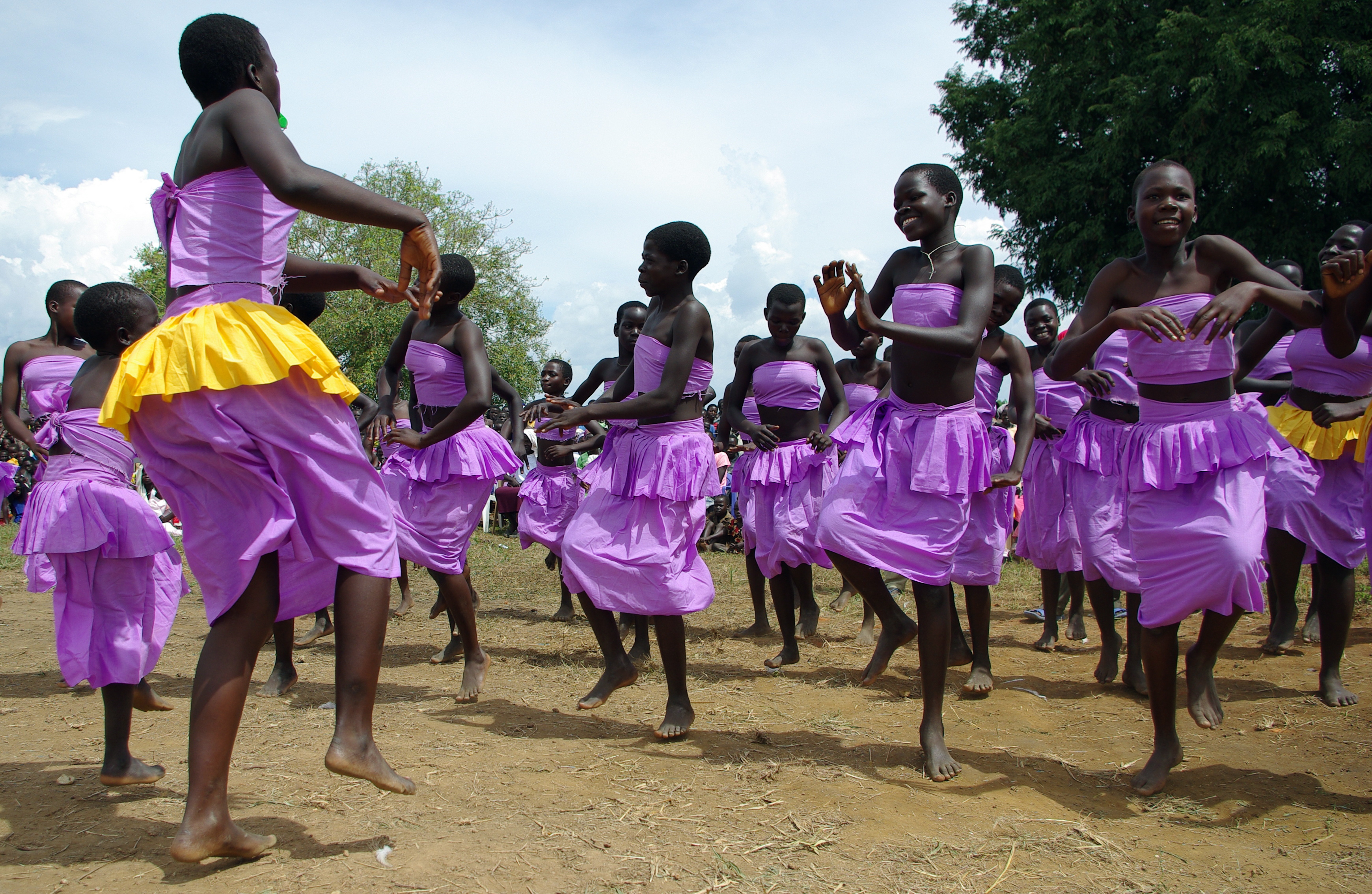
北ウガンダのお祭り

ウガンダには文化遺産が1件、自然遺産が2件ある。
文化遺産
- カスビのブガンダ歴代国王の墓 -（2001年）

自然遺産
- ブウィンディ原生国立公園 -（1994年）
- ルウェンゾリ山地国立公園 -（1994年）

### 祝祭日
| 日付     | 日本語表記                           | 現地語表記                | 備考                     |
| -------- | ------------------------------------ | ------------------------- | ------------------------ |
| 1月1日   | 元日                                 | New year Day              |                          |
| 1月26日  | 解放記念日                           | Liberation Day            |                          |
| 3月8日   | 国際女性デー                         | International Women's Day |                          |
| 3月or4月 | 聖金曜日                             | Good Friday               | 変動祝日                 |
| 3月or4月 | イースター・マンデー                 | Easter Monday             | 変動祝日                 |
| 5月1日   | メーデー                             | Labour Day                |                          |
| 6月3日   | ウガンダ殉教者の日                   | Martyrs of Uganda         |                          |
| 6月9日   | 英雄の日                             |                           |                          |
| 10月9日  | 独立記念日                           | Independence Day          |                          |
| 12月25日 | クリスマス                           | Christmas Day             |                          |
| 12月26日 | ボクシング・デー                     | Boxing Day                |                          |
|          | イード・アル＝フィトル (Eid ul-Fitr) | Eid ul-Fitr               | ラマダーン明けの祝日     |
|          | イード・アル＝アドハー               | Eid ul-Adha               | ラマダーン明けから70日後 |

### スポーツ
ウガンダ国内でも他のアフリカ諸国同様に、サッカーが最も人気のスポーツとなっている。サッカーの他にはホッケーやロードレースに人気が集まっており、格闘技ではボクシングに注目が集まっている。陸上競技においては2014年アフリカクロスカントリー選手権と、2017年IAAF世界クロスカントリー選手権が同国で開催されている。
サッカー
1968年にプロサッカーリーグの「ウガンダ・プレミアリーグ」が創設された。ウガンダサッカー連盟によって運営されており、中国のメディア企業である四達時代の協賛を得ている。サッカーウガンダ代表はFIFAワールドカップへの出場歴はないものの、アフリカネイションズカップには7度出場しており、1978年大会では準優勝に輝いている。

## 著名な出身者
- アユブ・カルレ - 元プロボクサー
- オケロ・ピーター - 元プロボクサー
- モーゼス・キプシロ - 元陸上競技選手
- スティーブン・キプロティチ - 陸上競技選手
- イブラヒム・セカギャ - 元サッカー選手
- デニス・オニャンゴ - 元サッカー選手
- ジェフリー・マッサ - 元サッカー選手
- ファルク・ミヤ - サッカー選手
- マイケル・アジラ - サッカー選手
- ジョシュア・チェプテゲイ-陸上競技選手
- ジェイコブ・キプリモ-陸上競技選手
- オスカー・チェリモ-陸上競技選手
- ボビ・ワイン-レゲエ歌手、政治家。歌を通し、ムセベニ政権へ反抗を続ける。